# Ницинский железоделательный завод
Ницинский (Ницы́нский) железоде́лательный заво́д (Невьянское рудное и железное дело) — первый казённый сыродутный железоделательный завод на Урале, основанный в 1630 году и действовавший до 1699 года на территории современного села Рудное (Свердловская область) вместе с рудником.

## Географическое положение
Завод находился на территории современного села Рудное (Свердловская область) и до 1741 года в литературе назывался как «Невьянское рудное и железное дело» в 15 верстах от села Невьянская слобода, а после работы академика Г. Ф. Миллера только как Ницинский железоделательный завод.

## История создания
В 1628 году на реке Ница, впадающей в реку Туру, была найдена болотная руда. Кузнец Невьянского острога Б. Колмогоров сообщил в Сибирский приказ о находке железных руд на реке Нейве (Нице).
В 1629—1630 годах тобольским сыном боярским Иваном Шульгиным рядом с рудником организовано железоделательный завод и получена первая продукция — 63 пудов железа. Первыми кузнецами были Ивашко Бармин и Вихорко Иванов, уроженцы Устюжны Железопольской, ранее организовавшие выплавку железа в Томске. Оборудование завода составляли 2 сыродутные печи и 2 ручных кузнечных горна.

## Производство
В 1630—1631 годах «к государеву железному делу» из ближайших Невьянской и Тагильской слобод взято для работы (в «деловые люди») 12 человек из пашенных крестьян. При этом были оговорены условия их работы: в течение определённого срока — с «Семенова дни летопроводца да по Николин день вешней» (с 1 сент. по 9 мая) — они должны были изготовить 400 пудов «чистого» «дельного» железа. В летний период — «с Николина дни по Семёна летопроводца» — производство железа прекращалось и крестьяне возвращались к своей обычной работе на пашне и прочим промыслам. Эта повинность привела к бегству «деловых людей» и остановке завода в мае 1632 года. С ноября 1632 года появились «рудные крестьяне». Этим числом в 14 человек и определялся заводской штат «Невьянского железного дела». Управлением заводом и Рудной слободой назначался приказчик из Тобольска. Помимо жителей Рудной слободы, к заготовке руды и угля привлекались крестьяне окрестных слобод: Невьянской, Тагильской, Ницинской и Ирбитской. Из первого железа были сделаны 20 пищалей, 2 якоря, гвозди. В 1637 году завод горел, но был восстановлен.
Численность задействованных на заводских работах людей в 1646 году была 13 человек, в 1674 году − 17 человек, а согласно переписи Тобольского уезда 1681—1683 годов 72 дворов оброчных крестьян, что приводит к мысли о дополнительных наборах людей к рудному делу на завод.

## Экономика
В конце XVI века — в начале XVII века Урал активно закупал железные изделия и кричное железо для кузнецов. Цена пуда кричного железа в 1620-х годах в Великом Устюге и в Соликамске составлял 60 копеек, а в Тобольске стоил больше 1 рубля, а в дальних острогах ещё дороже.
Обязательная часть произведённого на Ницинском заводе железа в крицах в объёме 400—500 пудов весной по реке отправлялась в Тобольск в течение 1632—1699 годов. На заводе за работу назначался общий годовой оклад в 40 рублей, включая плату 12 «деловым людям» по 2,5 рубля и двум «затворщикам» — по 5 рублей каждому. Себестоимость 1 пуда железа составлял с учётом всех расходов 16 копеек − 25,5 копеек.
Кроме этого, в 1681—1683 годах оброчные крестьяне (72 двора) платили государев денежный оброк за железное плавленье и с пашни 72 рубля (рубль со двора), а с лишней пахоты платили в государеву казну выдельной хлеб пятым снопом (20 %).

## Закрытие
В конце XIX века в Далматовском монастыре находился колокол с надписью: «Лит в Невьянских заводах в 1689 году месяца августа по благославлению старца Далмата и сына его…», свидетельствуя о том, что завод продолжал свою работу в 1689 году.
Предположительно, завод проработал до 1699 года и закрылся в связи с переводом производства на Невьянский завод. Рудник был затоплен, образовав озеро Поваренное.

## XX век
В 1971 году производились раскопки памятника: остатки заводского производства находились в самом центре села (в 30—50 метров к юго-западу от клуба и 80 метров — к северу от реки). В 1991 году был проведён ещё один раскоп, привязанный к раскопу А. И. Рассадович: культурный слой до 1 метра был сильно насыщен остатками металлургического производства: шлаками, древесным углём, обломками криц, глиняных сопел, прокованная железная крица полуовальной формы, пищальное ядро диаметром 45 мм и массой 350 г, вероятно, литое, а также обломок сковороды для выпарки соли. Явных остатков каких-либо производственных сооружений не обнаружено. Было составлено описание и примерная схема завода.